# Šamaševa tablica
Šamaševa tablica je kamnita tablica, odkrita leta 1881 v starodavnem babilonskem mestu Sipar v sedanjem južnem Iraku. Datirana je v vladavino kralja  Nabu-apla-iddine, ki je vladal okoli 888-855 pr. n. št. Tablico hrani Britanski muzej v Londonu.

## Odkritje
Tablico je odkril Hormuzd Rassam med izkopavanji v letih 1878 do 1883. Bila je zlomljena v dva velika in šest manjših kosov. V času kralja Nabopolasarja (vladal 625-605) je bila zlomljena na štiri dele in popravljena. V kaseti iz terakote sta bila še dva glinasta odtisa predstavitvenega prizora. Kaseta je bila položena pod asfaltna tla templja.  Domneva se, da sta bila v kaseti še ena tablica in tretji glinast odtis, ki je zdaj v Arheološkem muzeju v Istanbulu.

## Opis
Tablica je bila obložena ali vtisnjena v glino, kot bi jo hoteli zaščititi. Ima nazobčane robove. Na reliefu nad besedilom je pod simboli sonca, lune in zvezd upodobljen sedeči Šamaš z rogatim pokrivalom in simboloma palico in prstanom v desni roki. Pred njim je na oltarju še en velik sončni disk. Med osebami levo od oltarja je osrednja oblečena enako kot Šamaš. Zanjo se domneva, da je babilonski kralj Nabu-apla-iddina, ki prejema simbole božanstva. 
Relief se lahko postavi v dva zlata pravokotnika, čeprav je bilo starodavno znanje o zlatem rezu pred Pitagoro malo verjetno.

## Napisi
Na tablici so trije napisi. Prvi napis se bere:
| (1) ṣal-lam (ilu)Šamaš bêlu rabû (2) a-šib E-babbar-ra (3) ša ki-rib Sippar(KI) | (1) Podoba Šamaša, velikega gospoda, (2) ki prebiva v Ebabbari, (3) ki je v Siparju |

Drugi napis je nad bogom sonca in opisuje položaje prikazane lune, sonca in zvezde na nebeškem oceanu, na katerem je upodobljen  prizor: 
| (1) (ilu)Sin (ilu)Šamaš u (ilu)Ištar ina pu-ut apsî (2) ina bi-rit ili muš-ti-mi innadû(pl. u) | (1) Sin, Šamash in Ištar so postavljeni proti nebeškemu oceanu (2) znotraj nebeškega sodnika |

Tretji napis se bere:
| (1) agû (ilu)Šamaš (2) muš-ši do | (1) Šamaševo pokrivalo (2) palica dejanj. |

Klinopisno besedilo je razdeljeno na petnajst odstavkov, napisanih v mešanici proze, poezije in retorike, značilnih za mezopotamske kraljeve napise. Besedilo opisuje, kako sta Sipar in Šamašev tempelj Ebabar propadla zaradi izgube kultnega Šamaševega kipa. Kip je bil začasno nadomeščen s sončnim diskom. Ko so vzhodno od Evfrata  našli drug Šamašev kip, je kralj Nabu-apla-iddina iz njega naredil nov kip iz lapisa lazuli in zlata in obnovil Šamašev kult. Podobne ikonografske in prozaične vzporednice so bile dokazane v poznejših judovskih virih, v katerih je kralj, ki je obnovil kult, videti kot božanstvo, ki prenaša božanske simbole. Preostali del besedila našteva kraljeva darila, podobno kot kudurru, in razpravlja o templju, duhovniških pravilih, pravilih oblačenja in predpisih.